# マスク・オブ・ゾロ (2006年のパチンコ機)
マスク・オブ・ゾロ（The Mask of Zorro）は、2006年11月にビスティが発売した、アメリカのアクション映画マスク・オブ・ゾロとタイアップしたパチンコ機のシリーズ名。

CRマスク・オブ・ゾロ SF-TとCRマスク・オブ・ゾロ XF-T、CRマスク・オブ・ゾロ MF-Tの3機種がある。

## 概要
液晶型のデジパチ。1998年に公開されたハリウッド映画「マスク・オブ・ゾロ」がパチンコ演出で完全再現されて登場。
リーチアクション中は、リアルなCGで描かれたゾロが大迫力のアクションを披露してくれる。

演出面には映画の名シーンが多く使われており、原作のファンであれば見慣れた映像も数多く、原作を知らなくても打ちながらにしてその雰囲気に浸ることができる。

演出を更に盛り上げる盤面周りのギミックも搭載しており、本編でも重要な意味を持ったサーベルや、映画のロゴを液晶周りに役モノとして配置することでインパクトをアップさせている。さらにサーベルが動いたりロゴが発光したりと、打ち手の気分を高める演出も兼ねている。
シリーズ機は、全て確変と時短を搭載しており、大当たり確率や出玉数、確変継続率や時短回数などのスペックが異なる。

## スペック
- CRマスク・オブ・ゾロ SF-T[2]
  - 賞球数 3&4&10&15
  - 大当たり最高継続 15R（9カウント）
  - 大当たり確率 1/394.8
  - 確変中大当たり確率　1/39.5
  - 確変継続率　58.7%
  - 確変期間　次回大当たりまで
  - 時短システム　全ての大当たり終了後　100回転
- CRマスク・オブ・ゾロ XF-T
  - 賞球数 3&4&10&14
  - 大当たり最高継続 15R（9カウント）
  - 大当たり確率 1/343.1
  - 確変中大当たり確率　1/34.3
  - 確変継続率　54.3%
  - 確変期間　次回大当たりまで
  - 時短システム　全ての大当たり終了後　100回転
- CRマスク・オブ・ゾロ MF-T
  - 賞球数 3&4&10&13
  - 大当たり最高継続 15R（9カウント）
  - 大当たり確率 1/260.1
  - 確変中大当たり確率　1/26.0
  - 確変継続率　50%
  - 確変期間　次回大当たりまで
  - 時短システム　全ての大当たり終了後　50回転

## 図柄
確変図柄
- 1
- 3
- 5
- 7

通常図柄
- 2
- 4
- 6

## 演出
予告アクション
- Z斬り

盤面全体を使用したインパクト抜群のZ字フラッシュが発生。2Dリーチから3Dリーチ発展時や、復活大当たり時などに発生する。
4連続で盤面を斬る「超Z斬りラッシュ」が発生したら大当たり濃厚となる。
- ステップアップ予告

全部で4段階のステップアップ予告は敵兵→エレナ→ディエゴ→ゾロの順で出現していく。発展すればするほど信頼度がアップし、最終形のゾロが出現すると大チャンスとなる。
最初の敵兵が左から登場するパターンが出現すると信頼度大幅アップとなる。
- ミニキャラ予告

変動開始時、背景に帽子や蛍の光などが出現する。ミニキャラは豊富に用意されており、サーベルが出現すれば期待大となる。
- 音予告

画面右上に音符マークが出て、音が流れる予告演出。民衆の声やオーケストラのパターンは期待度が高い。
- 図柄すべり予告

右図柄が停止する際にキャラが登場してスベリが発生する。登場するキャラによって信頼度が変化する。ディエゴ登場でチャンス、ゾロ登場で大当たり濃厚となる。
2回スベれば3Dリーチ発展濃厚で、3回スベれば大当たり濃厚となる。
- 炎の剣戟予告

画面が切り裂かれる予告演出。X字ならダブルリーチへ、Z字ならZリーチへと発展する。
- ロゴフラッシュ予告

突然、盤面右のロゴ役モノが激しくフラッシュする。発生すると大当たり信頼度がアップする。
- 役モノ系演出

液晶上部のサーベルの鞘が開き、輝きを放てばチャンスで、連続で発生すればするほど信頼度もアップしていく。
- 図柄ムービー予告

リーチ時に図柄が動き出す。発生すればチャンスアップとなる。
- ロゴ予告

リーチ発生時に映画のロゴが画面いっぱいに出現すれば激アツで、大当たり信頼度が大幅にアップする。
- Zアタック予告

リーチと同時に巨大Zマークが出現する。発生したら大当たり濃厚となる。

リーチアクション
2D系リーチアクション
- ノーマルリーチ

シングルラインとダブルラインの2種類存在する。
- エレナロングリーチ

ノーマルリーチ後にエレナが登場すれば発展。エレナの祈りで中図柄が進行していく。演出中にZ斬りが発生し、ゾロに変身すれば3D系の「ドラゴンリーチ」へと発展する。
- マジックリーチ

ゾロがマジックによって中図柄を浮かび上がらせる。テンパイした図柄まで到達できれば大当たりとなる。演出中にZ斬りが発生し、ゾロに変身すれば3D系の「分身剣戟リーチ」へと発展する。
- トルネードリーチ

敵の追撃を振り切り、白馬に乗って逃げ切ることができれば大当たりとなる。演出中にZ斬りが発生し、ゾロに変身すれば3D系の「超速剣戟リーチ」へと発展する。
- 炎の剣戟リーチ

画面を炎の剣戟が走るアクションから突入。1本斬りはシングルライン、2本斬りはダブルラインのリーチとなる。Z斬りが発生した場合は「Zリーチ」へと突入する。
- Zリーチ

炎の剣戟でZ斬りが発生した時に突入する。ゾロの実写がカットインし、Zのラインに沿ってアクションが継続することにより、上段→斜め→下段と3つのポイントで大当りが期待できる激アツリーチとなっている。
3D系リーチアクション
- 超速剣戟リーチ

敵兵に狙われた女の子を助けるためにゾロが侵入。敵から撃ち放たれた銃弾をゾロが高速で斬り捨て図柄を進めていく。
- 分身剣戟リーチ

ゾロが5人に分身してハズレ図柄を切り刻んで変動させる。1つ手前の図柄まで進めば、炎を使用して図柄を燃やし尽くしていく。
- ドラゴンリーチ

馬で駆けるゾロの前に現れた巨大なドラゴンとの一騎打ち。ゾロの剣から発せられる炎でドラゴンを倒すことができれば大当たりとなる。3D系の中で最も信頼度の高い激アツアクションとなっている。
- 全回転リーチ

発生した時点で大当たり濃厚となる。

特殊演出
変動開始時や、大当たりラウンド中に突入することがある特殊演出は2種類搭載されている。
- Zゾーン

通常時にいきなり突入する。変動開始時にZ型に閃光が走ればZゾーン突入のチャンスで、ゾロの実写が流れた後に「Zorro Zone突入」と表示されれば突確状態に突入となる。
突入後は液晶内にZゾーンと表示され、次回大当たりが確定した状態になる。ゾーン突入後1回転目でリーチになれば確変大当たり濃厚となる。
- 特訓モード

変動中に画面が割れたら大チャンスで、ゾロとディエゴの一騎打ちが開始され、ディエゴを倒すことができれば大当たり確定となる。
ディエゴの代わりにエレナが登場すればチャンスパターンで、さらに実写のエレナなら確変or突確大当たりが確定する。
通常大当たりのラウンド中に昇格演出として発生するパターンも存在する。

再抽選
通常図柄での大当たりラウンド中に図柄再抽選のファイナルチャレンジに突入。宝玉の色とゾロの技で昇格期待度が変化する。
図柄揃い直後に昇格演出が発生することもある。

大当たりラウンド
確変大当たり時のラウンド中には、実写によるキャラクター紹介を楽しむことができる。